# Estadi de la Mosson
L'Estadi de la Mosson o Stade de la Mosson és un estadi de futbol, situat a la ciutat de Montpeller, a la regió del Llenguadoc-Rosselló, a França. El recinte va ser inaugurat el 1972 i posseeix una capacitat per a 32.900 espectadors, serveix de seu habitual al Montpeller Hérault Sport Club.
En aquest estadi es van disputar sis partits de la Copa del Món de Futbol 1998, cinc de la primera fase i un de vuitens de final.

## Esdeveniments disputats

### Copa Mundial de Futbol de 1998
- L'estadi va albergar sis partits de la Copa Mundial de Futbol de 1998.
| Data               | Selecció #1 | Resultat | Selecció #2 | Ronda                | Espectadors |
| ------------------ | ----------- | -------- | ----------- | -------------------- | ----------- |
| 10 de juny de 1998 | Marroc      | 2 - 2    | Noruega     | Primera fase, Grup A | 29.800      |
| 12 de juny de 1998 | Paraguai    | 0 - 0    | Bulgària    | Primera fase, Grup D | 27.650      |
| 17 de juny de 1998 | Itàlia      | 3 - 0    | Camerun     | Primera fase, Grup A | 29.800      |
| 22 de juny de 1998 | Colòmbia    | 1 - 0    | Tunísia     | Primera fase, Grup G | 29.800      |
| 25 de juny de 1998 | Alemanya    | 2 - 0    | Iran        | Primera fase, Grup F | 29.800      |
| 29 de juny de 1998 | Alemanya    | 2 - 1    | Mèxic       | Vuitens de Final     | 29.800      |

### Mundial de Rugbi 2007
- En l'estadi es van disputar quatre trobades de la Copa Mundial de Rugbi de 2007.
| Data                   | Selecció #1  | Resultat | Selecció #2  | Ronda                | Espectadors |
| ---------------------- | ------------ | -------- | ------------ | -------------------- | ----------- |
| 12 de setembre de 2007 | Estats Units | 15 - 25  | Tonga        | Primera fase, Grup A | 24.243      |
| 16 de setembre de 2007 | Samoa        | 15 - 19  | Tonga        | Primera fase, Grup A | 33.900      |
| 23 de setembre de 2007 | Austràlia    | 55 - 12  | Fiji         | Primera fase, Grup B | 32.232      |
| 30 de setembre de 2007 | Sud-àfrica   | 64 - 15  | Estats Units | Primera fase, Grup A | 33.900      |

### Copa Mundial Femenina de Futbol de 2019
- L'estadi acollirà cinc partits de la Copa Mundial Femenina de Futbol de 2019
| Data               | Selecció #1 | Resultat | Selecció #2       | Ronda                | Espectadors |
| ------------------ | ----------- | -------- | ----------------- | -------------------- | ----------- |
| 10 de juny de 2019 | Canadà      | 1 - 0    | Camerun           | Primera fase, Grup E | 10.710      |
| 13 de juny de 2019 | Austràlia   | 3 - 2    | Brasil            | Primera fase, Grup C | 17.032      |
| 17 de juny de 2019 | Sud-àfrica  | -        | Alemanya          | Primera fase, Grup B |             |
| 20 de juny de 2019 | Camerun     | -        | Nova Zelanda      | Primera fase, Grup E |             |
| 25 de juny de 2019 | 1r Grup C   | -        | 3r Grup A / B / F | Vuitens de final     |             |